# Myo Ko Tun
Myo Ko Tun (မျိုးကိုထွန်; 12 marzo 1995) è un calciatore birmano, centrocampista dello Shan Utd.

## Carriera

### Club
Gioca dal 2013 con lo Yadanarbon, formazione della prima divisione birmana, che vince nel 2014 e nel 2016.
Nel 2017 gioca una partita nei turni preliminari di AFC Champions League e 4 partite in Coppa dell'AFC.

### Nazionale
Ha giocato 5 partite nel campionato asiatico Under-19 del 2014, al termine del quale la Birmania ha ottenuto la qualificazione ai Mondiali Under-20 del 2015, per i quali Tun è stato successivamente convocato.
Il 30 maggio 2015 ha esordito nei Mondiali Under-20 disputando da titolare la partita persa per 2-1 dalla sua Nazionale contro i pari età degli Stati Uniti; dopo aver giocato nella partita persa per 6-0 il 2 giugno contro l'Ucraina, disputa anche la gara persa per 5-1 contro la Nuova Zelanda, nel corso della quale viene inoltre espulso.
Nel 2016 ha esordito in nazionale maggiore, giocando da titolare una partita nelle qualificazioni ai Mondiali del 2018. Tra il 2016 ed il 2019 gioca complessivamente 23 partite in nazionale, senza mai segnare.

## Palmarès

### Club

#### Competizioni nazionali
- Campionato birmano: 3

Yadanarbon: 2014, 2016
Shan Utd: 2023